# Anopheles buxtoni
Anopheles buxtoni este o specie de țânțari din genul Anopheles, descrisă de Michael William Service în anul 1958.
Este endemică în Camerun. Conform Catalogue of Life specia Anopheles buxtoni nu are subspecii cunoscute.